# Cabrejas (Cuenca)
Cabrejas es un despoblado perteneciente al municipio español de Abia de la Obispalía, en la provincia de Cuenca. 

## Historia
El despoblado pertenece al término municipal conquense de Abia de la Obispalía, en la comunidad autónoma de Castilla-La Mancha. Antiguo municipio, hacia 1846 su población ascendía a 59 habitantes. Cabrejas aparece descrita en el quinto volumen del Diccionario geográfico-estadístico-histórico de España y sus posesiones de Ultramar de Pascual Madoz de la siguiente manera:

CABREJAS: v. con ayunt. en la prov., part. jud. y dióc. de Cuenca (2 3/4 leg.), aud. terr. de Albacete, y c. g. de Castilla la Nueva (Madrid 14). sit. en una colina donde le combaten todos los vientos: tiene 13 casas de 6 á 8 varas de alturas, casi todas separadas unas de otras; una posada de regular arquitectura, construida en el año 1827, y una capilla (Sta. Quiteria) en la que se celebran los divinos oficios; es anejo de la parr. de Villanueva de los Escuderos, y está servida por un cura que se provee por oposicion; el cementerio se halla estramuros de la v., y en el centro de esta una fuente bastante abundante con un pilon, quer sirve para el surtido del vecindario y usos domésticos. El térm. confina por N. con Villarejo de la Peñuela y Fuente-Ruz; E. Javega y Villanueva de los Escuderos; S. Ortizuela y Abia, y O. Villar del Horno; comprende 1,200 fan. de tierra; nace en él un arroyo muy escaso que pasa inmediato á la pobl., y se utilizan sus aguas para el riego de algunas hortalizas: la mitad del terreno es llano; y lo restante, cerros, cuestas pedregosas y barrancos, con un monte de pinos y carrascas: las labores del campo se hacen con 6 yuntas de mulas y 3 de vacuno. Los caminos son de herradura y en mal estado, esceptuando la carretera que pasa estramuros de la v. dirigiendo de Cuenca á Madrid. prod.: trigo, centeno y avena; ganado lanar y cabrio, y algunos lobos y zorras que hacen bastante daño. ind. y comercio: la agricultura, ganaderia, é importar de la cap. de prov. y otros mercados, los art. que faltan para el consumo. pobl. 15 vec., 59 alm. cap. prod.: 130,220 rs. imp.: 6,511 rs. valor de los puestos públicos 602 rs. 30 mrs. El presupuesto municipal asciende á 300 rs., y se cubren por reparto vecinal por carecer de propios.
(Madoz, 1846, p. 54)